# Sloppy joe

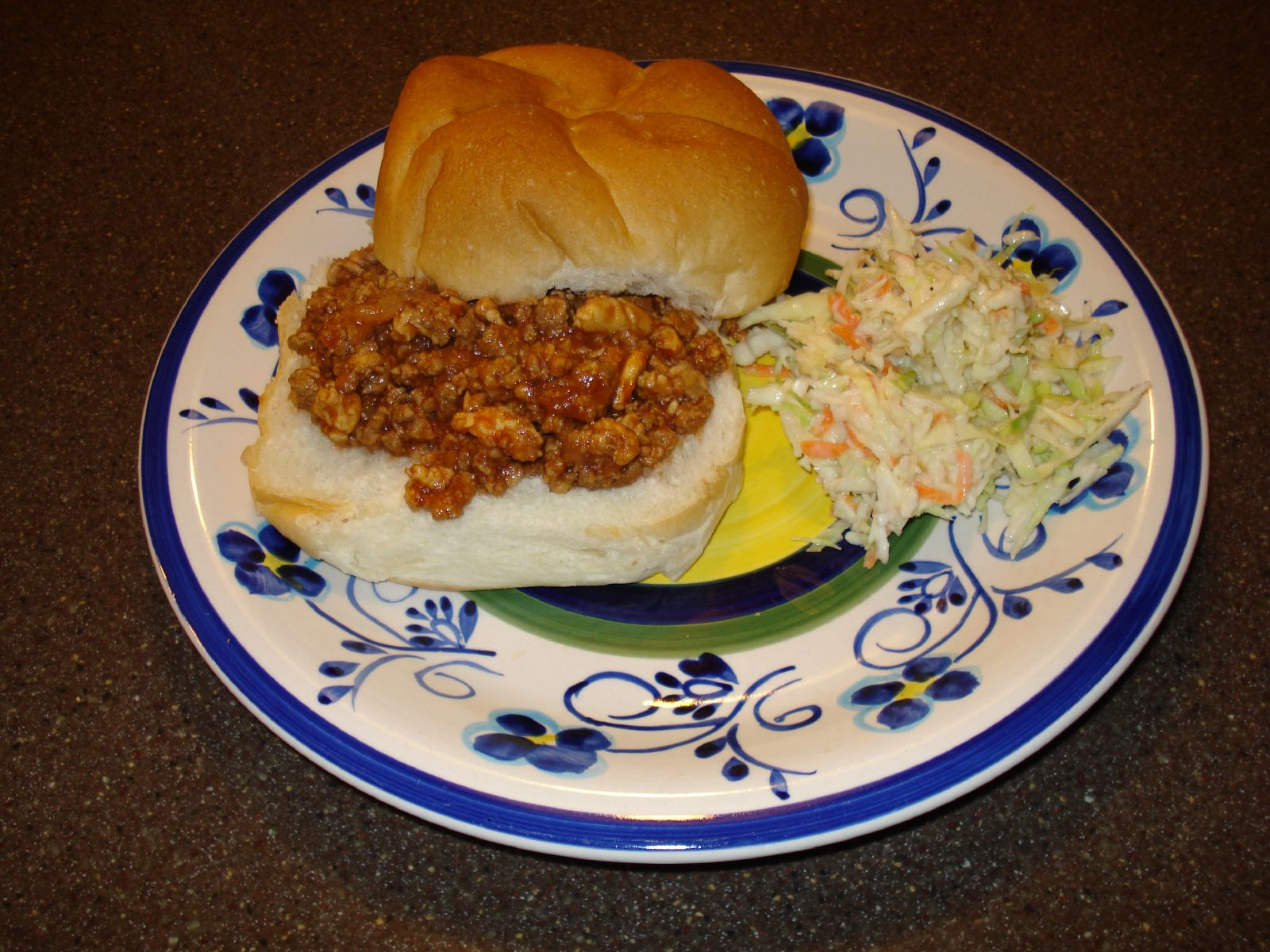
Sloppy joe fait maison.

Un sloppy joe est un plat américain constitué de viande de bœuf hachée cuite assaisonnée d'oignons, de sauce tomate ou de ketchup servie dans un pain à hamburger. Quelques variantes existent selon les ingrédients utilisés ou la façon de le servir, versé sur un pain pita par exemple.
Il peut être accompagné de salade de chou.

## Autres appellations
- Barbecue
- Canteen style sandwich
- Hot Tamale
- Looseburger
- Loosemeat sandwich
- Maid-Rite
- Manwich
- Sandwich of America
- Slushburger
- Tavern
- Wimpie
- Yip Yip
- Hamburger Michigan